# Марко Николић (фудбалски тренер)
Марко Николић (Београд, 20. јул 1979) је српски фудбалски тренер, тренутно шеф стручног штаба АЕК Атина.

## Каријера
Николић је дуго година радио у млађим категоријама Рада а касније је био и помоћник у првом тиму. Први тренер Рада је постао 2008. године. Водио их је до 2011. када је постао тренер репрезентације Србије до 18. година. За сезону 2012/13. поново је постао тренер Рада. У јуну 2013. је постављен за тренера Војводине. Напустио их је након једне полусезоне и у децембру 2013. је постављен за тренера Партизана заменивши на клупи Вука Рашовића. Тренер Партизана је био до марта 2015. године када је смењен, а на месту тренера Партизана наследио га је Зоран Милинковић који је само потврдио освајање титуле првака Србије. Са екипом Партизана се квалификовао у групну фазу Лиге Европе у сезони 2014/15.
У јануару 2016. је постављен за тренера љубљанске Олимпије, али се са њима задржао свега три месеца када је раскинут уговор. До растанка словеначког клуба и српског тренера је дошло после казне од седам утакмица суспензије, коју је Николић зарадио због наводно расистичке изјаве на рачун тамнопутог нападача Олимпије Блесинга Елека.
Почетком августа 2016. поново је постављен за тренера Партизана заменивши дотадашњег шефа Ивана Томића. На свом првом мечу изгубио је од Војводине 1:3, а после две победе над Јавором (0:2) и Чукаричким (1:0), био је поражен и у Суботици од Спартака 2:1. Испоставило се да је тај пораз од Суботичана, од 20. августа 2016, био последњи који ће Партизан доживети под Николићем у сезони у којој је освојена "дупла круна" упркос томе што су црно-бели први "вечити дерби" у сезони дочекали са девет бодова заостатка за, у том тренутку, актуелним шампионом Црвеном звездом. У четири судара са црвено-белима током сезоне 2016/17, Николић је забележио три победе и реми, претекао "вечитог ривала" на табели и у директном окршају у финалу Купа, последњој утакмици сезоне, одбранио и трофеј који је становао у Хумској. По завршетку сезоне, Николић је 31. маја 2017. поднео оставку на место тренера Партизана.
Николић је 6. јуна 2017. постављен за тренера мађарског Видеотона / Фехервара. У првој сезони је донео клубу титулу првака Мађарске, трећу у историји. У другој сезони није успео да одбрани титулу, али је освојио Куп Мађарске и изборио пласман у групну фазу Лиге Европе. На почетку сезоне 2019/20. клуб је изненађујуће елиминисан у квалификацијама за Лигу Европе од лихтенштајнског Вадуца. Након серије лоших резултата у првенству, Николић је добио отказ 25. новембра 2019. године.
У мају 2020. је постављен за тренера Локомотиве из Москве. Са Локомотивом је раскинуо сарадњу 5. октобра 2021. године, успео је са клубом за то време да освоји Куп Русије и да уведе екипу у групну фазу Лиге шампиона.

## Статистика у свим такмичењима
Последња измена 1. јун 2025.
| Тим                 | Од                 | До                 | Статистика | Статистика | Статистика | Статистика | Статистика |
| Тим                 | Од                 | До                 | Утк        | Поб        | Нер        | Пор        | Поб %      |
| ------------------- | ------------------ | ------------------ | ---------- | ---------- | ---------- | ---------- | ---------- |
| Рад                 | 29. октобар 2008.  | 23. мај 2011.      | 85         | 30         | 28         | 27         | 35.29      |
| Србија до 18        | 1. октобар 2011.   | 5. март 2012.      | 2          | 0          | 0          | 2          | 0.00       |
| Рад                 | 6. март 2012.      | 30. мај 2013.      | 48         | 20         | 11         | 17         | 41.67      |
| Војводина           | 7. јун 2013.       | 9. децембар 2013.  | 26         | 12         | 10         | 4          | 46.15      |
| Партизан            | 16. децембар 2013. | 25. март 2015.     | 51         | 34         | 11         | 6          | 66.67      |
| Олимпија            | 11. јануар 2016.   | 18. април 2016.    | 8          | 4          | 4          | 0          | 50.00      |
| Партизан            | 3. август 2016.    | 31. мај 2017.      | 41         | 35         | 4          | 2          | 85.37      |
| Видеотон / Фехервар | 6. јун 2017.       | 25. новембар 2019. | 120        | 69         | 27         | 24         | 57.50      |
| Локомотива Москва   | 1. јун 2020.       | 5. октобар 2021.   | 64         | 31         | 18         | 15         | 48.44      |
| Шабаб Ал Ахли       | 2. јун 2023.       | 29. мај 2024.      | 31         | 19         | 4          | 8          | 61.29      |
| ЦСКА Москва         | 1. јун 2024.       | Данас              | 43         | 23         | 13         | 7          | 53.49      |
| Укупно              | Укупно             | Укупно             | 516        | 277        | 129        | 110        | 53.68      |

## Трофеји

### Партизан
- Првенство Србије (1) : 2016/17.
- Куп Србије (1) : 2016/17.

### Видеотон / Фехервар
- Првенство Мађарске (1) : 2017/18.
- Куп Мађарске (1) : 2018/19.

### Локомотива Москва
- Куп Русије (1) : 2020/21.

### Шабаб Ал Ахли
- Суперкуп УА Емирата (1) : 2023.

### ЦСКА Москва
- Куп Русије (1) : 2024/25.